# Květoslava Petříčková
Květoslava Petříčková (Prága, 1952. július 17. –) olimpiai ezüstérmes csehszlovák válogatott cseh gyeplabdázó.

## Pályafutása
A Bohemians Praha játékosa volt és a csapattal öt csehszlovák bajnoki címet szerzett.
1968 és 1982 között 89 alkalommal szerepelt a csehszlovák nemzeti csapatban és 13 gólt szerzett. Tagja volt az 1980-as moszkvai olimpián ezüstérmes csehszlovák válogatottnak. Válogatott kerettag volt az 1984-es lille-i Európa-bajnokságon, ahol a kilencedik helyen végzett a csapat, majd visszavonult az aktív sportolástól.

## Sikerei, díjai
- Olimpiai játékok
  - ezüstérmes: 1980, Moszkva